# Pol Gibert Horcas
Pol Gibert Horcas (Sabadell, 7 d'abril de 1987) és un polític català, diputat al Parlament de Catalunya entre 2015 i 2024 i secretari general del Departament d'Empresa i Treball des de 2024.

## Trajectòria
És diplomat en Ciències Empresarials per la Universitat Autònoma de Barcelona i màster en Relacions Internacionals, Seguretat i Desenvolupament, per la mateixa universitat. Ha treballat en relacions econòmiques dins l'Euromed i en empreses del sector farmacèutic.
Militant de la Federació del Vallès Occidental Sud del PSC, és membre d'Avalot-Joves de la UGT de Catalunya, primer secretari de la Joventut Socialista de Catalunya i membre de la Junta Directiva del Consell Català del Moviment Europeu. Fou elegit diputat a les eleccions al Parlament de Catalunya de 2015, a les de 2017, 2021 i 2024.
L'agost de 2024 fou nomenat secretari general del Departament d’Empresa i Treball del govern de Salvador Illa, i va renunciar al seu escó al Parlament de Catalunya com a diputat i al de tinent alcalde de l'Ajuntament de Sabadell.
És soci de la Joventut Atlètica de Sabadell i de diverses organitzacions no governamentals. A més, és membre del consell de redacció de la revista Endavant! i patró de la Fundació 1859 Caixa Sabadell, de la Fundació Parc Aeronàutic de Catalunya, i de l'Escola Superior de Disseny (ESDI).